# Yamato (Kagoshima)
Yamato (jap. 大和村 Yamato-son) – wieś w Japonii, w prefekturze Kagoshima, na wyspie Amami Ōshima. Według danych na rok 2020 miejscowość zamieszkiwało 1 364 mieszkańców , a gęstość zaludnienia wyniosła 15,5 os./km².